# سیارک ۱۲۱۱۷
سیارک ۱۲۱۱۷ (به انگلیسی: 12117 Meagmessina، نامگذاری:1999JT60) دوازده هزار و صد و هفدهمین سیارک کشف شده‌است که در ۱۰ مه ۱۹۹۹ کشف شد.
قدر مطلق سیارک برابر ۱۵.۵ است.